# チャイナショック
チャイナショックまたは中国ショックとは、中国（中華人民共和国）及び中国人に端を発し、人々を震撼させる事件や事象のことである。主に中国でしか通用しないような常識が外国まで波及した時などに使用される。このチャイナショックは政治・経済・軍事など多岐にわたる。近年話題となったチャイナショックとしては2007年の上海ショック、2008年に問題化した中国産食品の安全性や2015年の中国株の大暴落があり、さらに1990年代から2000年代にかけての中国からの輸出の急増もチャイナショックと呼ばれる。中国では外国メディアを受け入れない場合があり、消費者が知りたい情報が手に入らないケースもあり、チャイナショック拡大に拍車をかける。このような中国側の対応によって、中国産食品の中毒問題の場合には消費者の中国産食品離れがすすみ、その後中国産野菜の輸入が激減した。しかしながら日本の場合、中国製品への依存度が高い分野が多く、中国製品の安全性問題は日本の安全保障に直結するので、チャイナプラスワンまたは中国以外での生産を加速させようという意見もある。また、中国との連携を強化してチャイナリスクを軽減し、チャイナショックが起こらないようにさせようという意見もある。

## 経済に関するチャイナショック
1990年代から2000年代にかけて中国から世界各国への輸出が急増した。背景には1978年以降の改革開放、2001年の中国の世界貿易機関への加盟などがある。国際経済学の分野では、中国の輸出の急増それ自体、またはそれによる様々な経済的・社会的な影響のことをチャイナショックと呼んでいる。